# 新加坡農業
新加坡的農業，是該國的經濟組成部分。農業在新加坡是一個規模較小的產業，約佔該國國內生產總值（GDP）的0.5%。
新加坡約有90%的糧食依賴進口，凸顯出糧食安全對國家的極端重要性。為應對這一挑戰，新加坡訂下了目標，計劃在2030年前本地生產能滿足全國30%營養需求的糧食，藉此提升糧食自給率，強化對全球供應鏈波動的韌性。

## 歷史

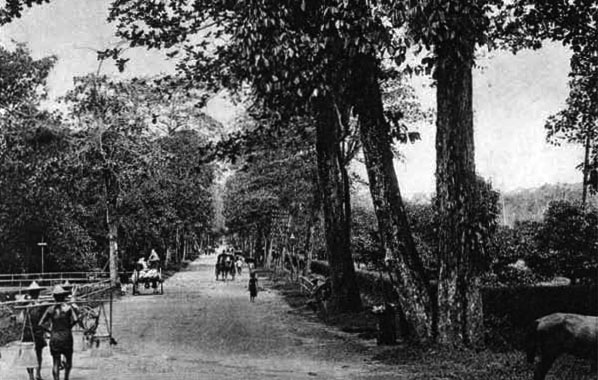
烏節路（約1900年）

早在1987年，新加坡的農業就大幅度減少。在那一年，該國正式有2,075個農場，面積為2,037公頃（5,030英畝），平均每個農場不到1公頃（2.5英畝）。
在現代化發展之前，烏節路是一片農業果園。烏節路的英文名為Orchard Road，而Orchard正是果園的意思。與許多其他地區一樣，那裡的農場很快就開始消失，新加坡變成更加依賴海外進口食物。1984年的一個主要問題是新加坡的養豬場對健康與環境污染問題有關。

## 主要農產品

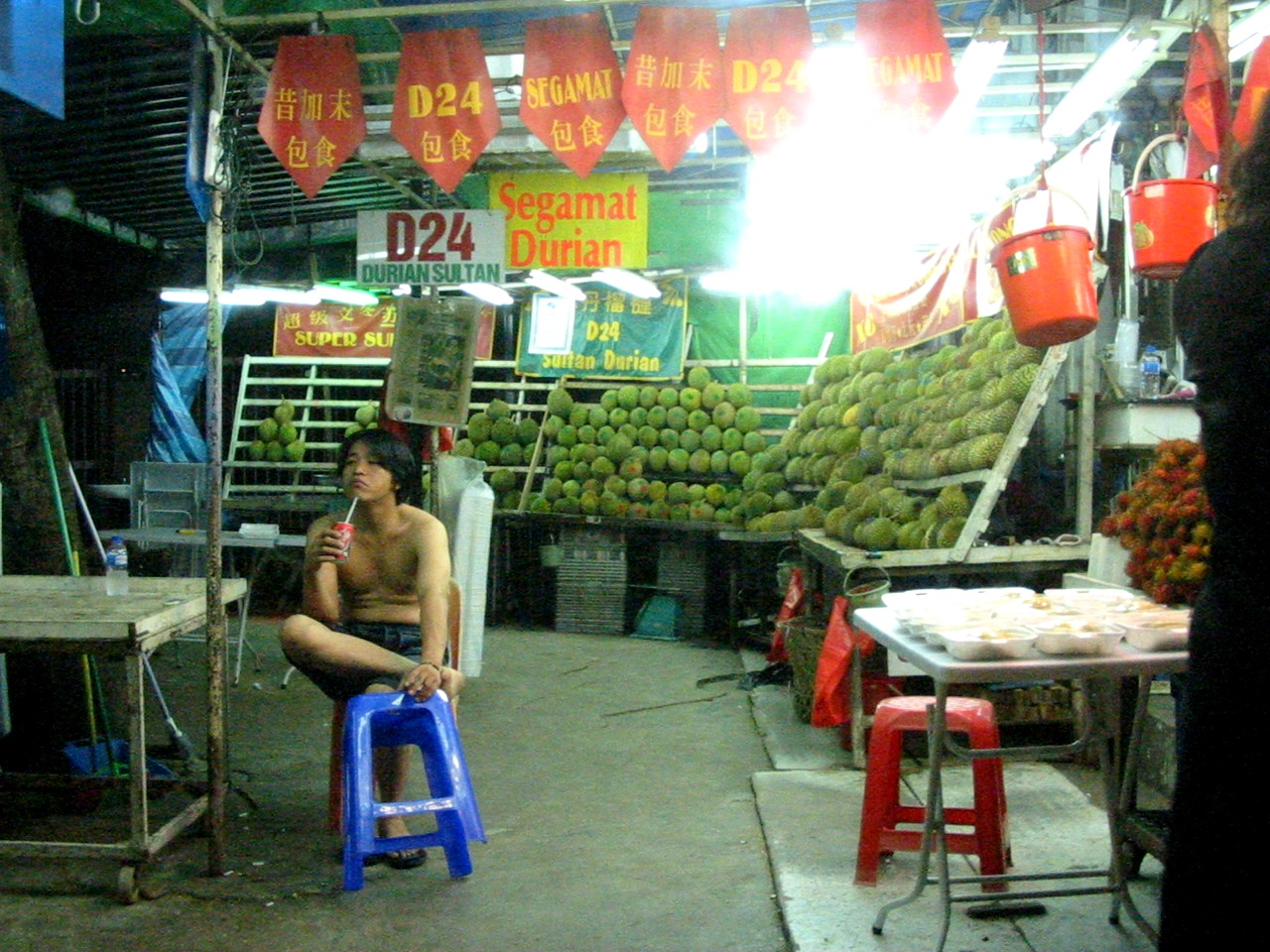
新加坡的一个榴莲摊

### 糧食作物
新加坡生產的水果包括榴蓮，紅毛丹和山竹果，而該國生產的食用菌包括蘑菇。該國還有農場負責生產雞蛋，蔬菜，家禽和豬肉。新加坡的雞蛋年產量為6.85億隻（2023年），佔全國需求的34.4%（2024年）。

### 花卉
在新加坡種植的花卉出口到世界其他地區，即日本，美國，澳大利亞和西歐的地區。這種花包括蘭花。新加坡有153個蘭花農場。花卉植物大多在新加坡種植用於裝飾目的。

### 養魚業
在新加坡養殖的魚類主要是作為觀賞魚飼養，雖然有些養魚場將魚作為食物。仟湖集團是新加坡的主要漁業公司，養殖出口和進口數千種魚類。

## 統計
新加坡的蔬菜產量約為22,458噸，而2016年其人口消費量為524,462噸。農業主要在新加坡農村地區。截至2014年，約有113.9公頃土地用於蔬菜種植。截至2010年，該國農業的只佔不到該國國內生產總值（GDP）的0.5％。

## 農業安全性與健康
新加坡的農業生產不足以滿足該國人民的需求，因此，該國約90％的糧食來自海外進口，使食品安全成為一個值得關注的問題。

## 治理
農業食品和獸醫局（AVA）是負責新加坡農業監督的權威機構。為了安全和健康，人們習慣性地審查農產品進口，特別是在世界其他地區爆發禽流感等危機期間。

## 伸延閱讀
- Singapore - Agriculture". Country Studies. Retrieved June 2, 2013.
- "Corporate Identity". Agri-Food and Veterinary Authority of Singapore. Archived from the original on December 6, 2013. Retrieved June 2, 2013.